# Luxemburgo en los Juegos Paralímpicos de Barcelona 1992
Luxemburgo estuvo representado en los Juegos Paralímpicos de Barcelona 1992 por dos deportistas masculinos. El equipo paralímpico luxemburgués no obtuvo ninguna medalla en estos Juegos.